# Elisa Ridolfi
Elisa Ridolfi (Fano, 6 luglio 1978) è una cantante italiana.

## Biografia

### Studi e primi anni di carriera
Elisa Ridolfi inizia a cantare da giovanissima. A 7 anni entra nel coro polifonico di Fano formato interamente da bambini. In seguito studia canto con Stefano Vagnini, musicista e docente al conservatorio statale G.Rossini di Pesaro.
Dopo il conseguimento del diploma di Liceo Classico, si trasferisce a Firenze per iscriversi alla facoltà di Psicologia. Durante la permanenza a Firenze intraprende lo studio del canto classico presso l'Accademia San Felice.
Nel 2000 inizia la collaborazione con il fadista Marco Poeta, uno dei pochi italiani a suonare la chitarra portoghese, Paolo Galassi, Michele Ascolese, in precedenza chitarrista di Fabrizio De André, Francesco Di Giacomo, già cantante del Banco del Mutuo Soccorso, ed Eugenio Finardi, con cui produce il primo disco dal titolo O Fado (2001, Target music/Edel), in cui Elisa Ridolfi canta molti dei brani di Amália Rodrigues. Il disco fu registrato a Milano presso le Officine Meccaniche di Mauro Pagani.. Il tour che seguì toccò tutta l'Italia e parte dell'Europa, compreso il Portogallo.
Al tour seguì un lungo viaggio in Portogallo, in cui Ridolfi imparò la lingua e conobbe molti degli interpreti del fado sia storici che giovani, tenendo così concerti nei luoghi storici di questo genere come il Casinò di Estoril e dividendo il palco anche con Ana Sofia Varela. È di questi anni il premio Quartas do Fado per la divulgazione del fado nel mondo.

### 2002-2008: L'Accademia do Fado
Nel 2002 entra a cantare nell'Accademia do Fado, nuovo progetto di Marco Poeta, che vede il coinvolgimento di Paolo Galassi alla chitarra acustica e Matteo Moretti al basso acustico. Con questa formazione esce il primo album dal titolo O nosso fado per la Target music dove Elisa canta assieme ad Alice Fabretti e Valentino Mercorelli.
Nel 2005, sempre per la Target music, esce l'album Il poeta e la chitarra, composto per la maggior parte da brani inediti, eccezion fatta per la reinterpretazione de La casa in via del campo già interpretata da Amália Rodrigues (Vou dar de beber à dor), che viene tradotta in italiano.
Tra le collaborazioni che hanno visto impegnata Elisa Ridolfi e l'Accademia do Fado, vanno ricordate quella con Lucio Dalla (con cui ha già fatto numerosi concerti andando anche a Lisbona), quella con Peppe Servillo degli Avion Travel e quella con Enzo Gragnaniello.
In tutto il periodo della collaborazione con Marco Poeta, molti sono i tour a Lisbona, dove Elisa Ridolfi ha l'opportunità di cantare in locali storici del fado come la Pareirina d'alfama assieme a noti artisti del fado come Argentina Santos, Jorge Fernando, Joao Braga, Joel Pina, António Chainho.
Nel 2008 Elisa Ridolfi, Matteo Moretti e Paolo Galassi lasciano l'Accademia do Fado

### 2009-in poi: tra attività solista e la Compagnia di Musicultura
Con l'allontanarsi dall'Accademia do Fado, Elisa Ridolfi che continua a collaborare con Matteo Moretti e Paolo Galassi, inizia un nuovo percorso artistico, proponendo una rivisitazione del Fado tradizionale portoghese contaminato da strumenti e atmosfere non consuete per il genere che riprendono sonorità africane, sud-americane o del jazz contemporaneo. Inizia la collaborazione con Marco Pacassoni (marimba e vibrafono), con Andrea Costa (violino) e Gionata Costa (violoncello) dei Quintorigo con i quali realizza il suo primo album solista dal titolo Canta-me o Fado, che vede come ospiti Peppe Servillo, Luca Miti e Monica Demuru.
Tra il 2010 ed il 2012 ha curato la direzione artistica di Amantica, festival di musica folk dedicato all'organetto che si svolge a Recanati.
Verso la metà del decennio, Elisa Ridolfi viene chiamata da Pietro Cesanelli a mettere la voce nello spettacolo de La Compagnia di Musicultura dal titolo Scalinatella, la canzone napoletana dalla villanella al rock blues. Inizia così un lungo periodo di collaborazione con il gruppo di Cesanelli che durerà per molti spettacoli successivi.
Nel 2021 Elisa Ridolfi annuncia l'uscita del nuovo album intitolato Rec De Cor, già pronto da più di un anno, ma non più uscito a causa della pandemia di COVID-19.
Nel 2023 pubblica l'album Curami l'anima, vincitore della Targa Tenco 2024 come migliore opera prima.

## Discografia

### Solista
- 2009 - Canta-me o Fado
- 2023 - Curami l'anima

### Accademia do Fado
- 2001 - O Fado con Eugenio Finardi, Francesco Di Giacomo e Marco Poeta
- 2003 - O nosso fado
- 2005 - Il Poeta e la chitarra

### Vincenzo Vallicelli
- 2007 - Com'un can sota la lona voci femminili: Elisa Ridolfi e Luisa Cottifogli dei Quintorigo